# ألجيرنون سيدني غراي
ألجيرنون سيدني غراي هو سياسي أمريكي، ولد في 8 يناير 1814 في هاريسونبورغ في الولايات المتحدة، وتوفي بنفس المكان في 29 سبتمبر 1878. نشط حزبياً في الحزب الجمهوري. وقد انتخب عضو مجلس ولاية فرجينيا ‏.